# جون شيلتون ريد
جون شيلتون ريد (بالإنجليزية: John Shelton Reed) هو عالم اجتماع أمريكي، ولد في 8 يناير 1942 في نيويورك في الولايات المتحدة.